# Jati-Matic
Die Jati-Matic ist eine Maschinenpistole aus Finnland.

## Technik
Ziel der Entwicklung war es, eine möglichst leichte, kompakte und gleichzeitig gut beherrschbare Waffe zu schaffen. Ein Hauptproblem bei Maschinenpistolen liegt in der Tendenz, dass bei Feuerstößen im freien Anschlag die Mündung klettert und die Waffe aus der Ziellinie ausbricht. Dies geschieht, da die Richtung des Rückstoßimpulses oberhalb des Griffstücks liegt und jeder Schuss die Waffe etwas nach oben hebelt. Ein übliches Verfahren dies zu vermindern ist der Einsatz von Mündungskompensatoren, die das Mündungsfeuer auf eine Art ablenken, die der Bewegung der Mündung entgegenwirkt. Für diese Waffe wurde ein anderer Ansatz erdacht. Die Seelenachse des Laufes und die Bahn des Verschlusses liegen nicht auf einer Linie, sondern in einem Winkel zueinander. Die Waffe wirkt bei seitlicher Ansicht deshalb geknickt.
Dies bewirkt einerseits, dass bei der Schussabgabe der Impuls genau auf das Griffstück gerichtet ist, was die Kontrolle der Waffe bei Dauerfeuer erleichtert. Andererseits muss sich der Verschluss nun eine Rampe hinaufbewegen, was ihn etwas verzögert. Mit der Verringerung der Kadenz verbessert sich auch die Beherrschbarkeit dieser sehr leichten MPi. Der Verschluss ist hohl und umgibt den Lauf, wie es auch bei der Uzi der Fall ist. Dies ermöglicht eine geringe Gesamtlänge und führt dazu, dass sich bewegende Teile nur wenig vom Massenschwerpunkt der Waffe weg verlagern.
Der Spannhebel befindet sich unter dem Lauf. In angeklapptem Zustand sichert er die Waffe, herabgeklappt dient er zum Laden und als zweites Griffstück. Ein Wahlhebel für den Feuermodus fehlt, Einzel- oder Dauerfeuer werden je nach Stärke des Abzugsdrucks abgegeben. Eine Schulterstütze ist ebenfalls nicht vorhanden und kann auch nicht nachträglich montiert werden. Technisch gesehen ist die Jati-Matic recht interessant, kommerziell jedoch war sie ein völliger Misserfolg. Das finnische Militär wies die Waffe zurück, und auch international konnten keine Käufer gewonnen werden. Die Herstellung wurde deswegen nach einer Kleinserie von wenigen hundert Stück eingestellt.